# Hernán Díaz
Hernán Edgardo Díaz (Barrancas, 26 febbraio 1965) è un ex calciatore argentino, di ruolo difensore.

## Palmarès

### Club

#### Competizioni nazionali
- Campionato argentino: 8

Rosario Central: 1986-1987
River Plate: 1989-1990, Apertura 1991, Apertura 1993, Apertura 1994, Apertura 1996, Clausura 1997, Apertura 1997

#### Competizioni internazionali
- Coppa Libertadores: 1

River Plate: 1996
- Supercoppa Sudamericana: 1

River Plate: 1997